# Officium (album)
Officium è un album di Jan Garbarek e Hilliard Ensemble pubblicato nel 1994 dalla ECM.

## Il disco
Officium è un album di musica antica, comprendente canti liturgici in latino arrangiati per sassofono e quartetto vocale. L'idea del progetto venne al produttore Manfred Eicher nel 1993, mentre si trovava in Islanda per la realizzazione del film Holozän, complice l'ascolto dell'Officium defunctorum di Christóbal de Morales e dei dischi di Jan Garbarek.
La sovrapposizione (più che contrapposizione) di stili ed epoche appare senza dubbio ambiziosa: la musica sacra eseguita dal coro polifonico inglese Hilliard Ensemble (e attinta da un vasto repertorio che comprende composizioni anonime, canti gregoriani e opere di autori antichi come lo stesso Christóbal de Morales, Pierre de la Rue e il Magister Perotinus) si intreccia sapientemente con le note del sassofonista norvegese, confondendo i confini tra composizione e improvvisazione. L'intento, come spiega il tenore John Potter nelle note del booklet, è di esplorare quel mondo musicale in gran parte sconosciuto che si trova nella zona di penombra tra una tradizione orale che tramonta e la nascita di una cultura nuova ed essenzialmente basata sulla scrittura. Il discorso vale tanto per le origini della polifonia medievale (precedentemente a Gregorio Magno), quanto per gli albori del jazz agli inizi del XX secolo. Di qui, la sovrapposizione di un quartetto vocale e di uno strumento tipico proprio del jazz come il sassofono.
L'album, inserito nel catalogo ECM New Series, dedicato principalmente alla musica classica, riscosse notevole successo ed è ad oggi il più venduto dell'etichetta.

## Tracce
1. "Parce mihi domine" (Christóbal de Morales) - 6:42
2. "Primo tempore" (Anonymous) - 8:03
3. "Sanctus" (Anonymous) - 4:44
4. "Regnantem Sempiterna" (Anonymous) - 5:36
5. "O Salutaris Hostia" (Pierre de La Rue) - 4:34
6. "Procedentem sponsum" (Anonymous) - 2:50
7. "Pulcherrima rosa" (Anonymous) - 6:55
8. "Parce mihi domine" (de Morales) - 5:35
9. "Beata viscera" (Magister Perotinus) - 6:34
10. "De spineto nata rosa" (Anonymous) - 2:30
11. "Credo" (Anonymous) - 2:06
12. "Ave maris stella" (Guillaume Dufay) - 4:14
13. "Virgo flagellatur" (Anonymous) - 5:19
14. "Oratio Ieremiae" (Anonymous) - 5:00
15. "Parce mihi domine" (de Morales) - 6:52

## Formazione
- Jan Garbarek - sassofono tenore e soprano
- Hilliard Ensemble - voci
  - David James - controtenore
  - Rogers Covey-Crump - tenore
  - John Potter - tenore
  - Gordon Jones - baritono